# Zamoście (Wojnicz)
Zamoście – część Wojnicza, miasta w powiecie tarnowskim. 
Wieś Zamoście, pierwotnie lokowana na prawie magdeburskim w 1277 roku, została włączona do Wojnicza w 1933 roku. Na Zamościu znajduje się otoczony parkiem pałac Dąmbskich.